# 回向院 (岡崎市)
回向院（えこういん）は、愛知県岡崎市鴨田町字広元に所在する浄土宗の寺院。山号は宝台山。酒井左衛門尉家の菩提寺。大樹寺の山内寺院。

## 歴史
文明年間に井田城主・酒井忠勝により創建された。開山は頓誉。井田城内に建立されたともいわれ、当初は魂場野（井田野）に所在したが、大樹寺建立後に同寺境内に移転し塔頭となった。酒井家代々の墓碑があったが、1783年（天明3年）に庄内藩主・酒井忠徳が剰余金を使い、ただ独り墓碑のなかった酒井忠善の墓碑を建立した。明治維新が起きると財政基盤を失った大樹寺は神仏分離政策もあり規模を縮小させ、回向院も、善揚院などの他の塔頭とともに大樹寺から独立し移転した。

## 墓所
- 酒井家三河六代の墓[7]
  - 酒井広親の墓[7]
  - 酒井氏忠の墓[7]
  - 酒井忠勝の墓[7]
  - 酒井康親の墓[7]
  - 酒井忠親の墓[7]
  - 酒井忠善の墓[7]